# Co ludzie powiedzą?

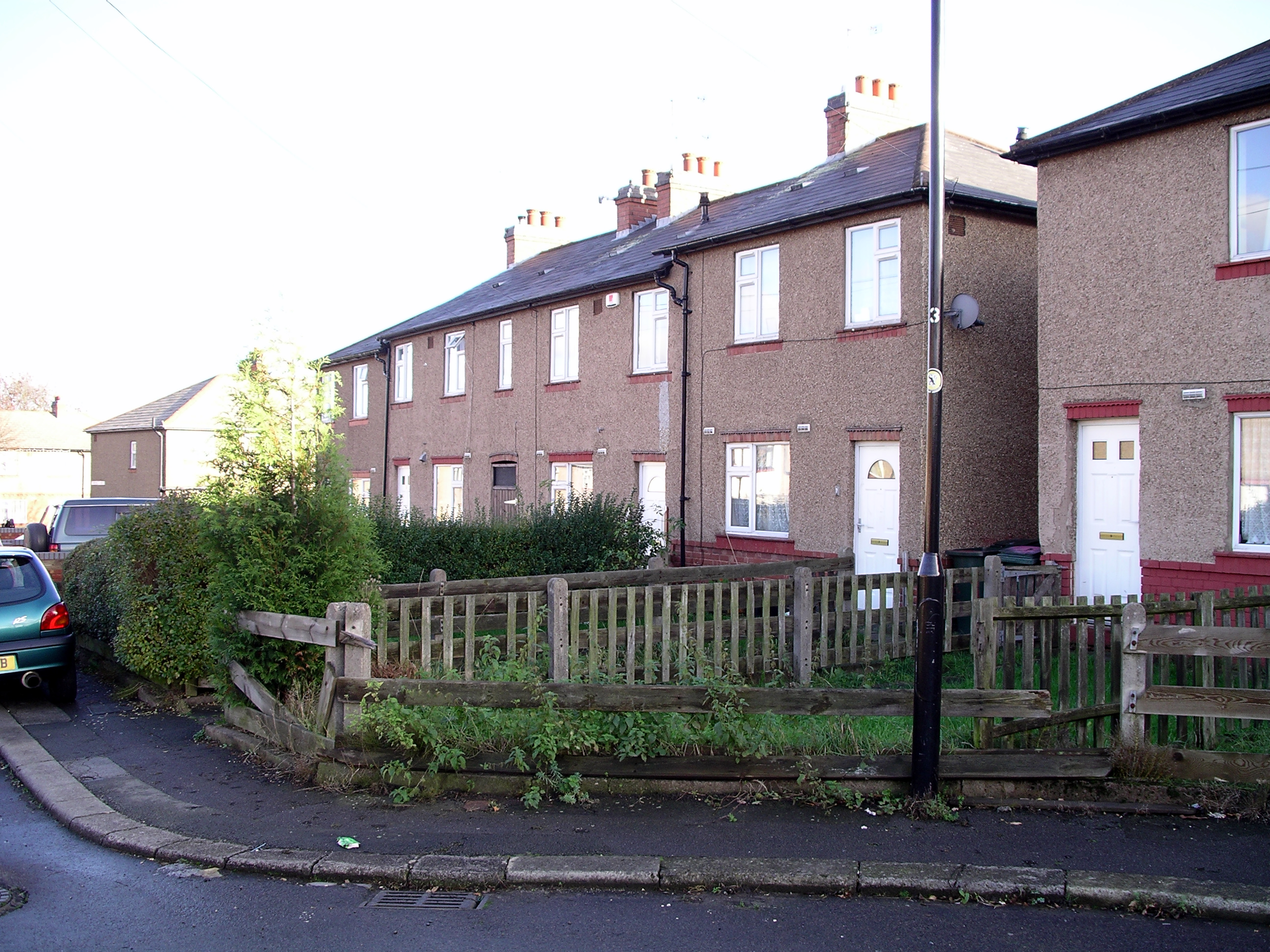
Stoke Aldermoor to przedmieście Coventry, tam właśnie kręcono serial.

Co ludzie powiedzą? (ang. Keeping Up Appearances) – brytyjski serial komediowy, którego główna bohaterka – Hiacynta Bucket (w oryginale Hyacinth) – chce prezentować się jako znacznie zamożniejsza i należąca do wyższej klasy społecznej niż w rzeczywistości. Robi to jednak dość nieudolnie, a jej obsesja na punkcie savoir-vivre’u, unikania skandali, kontrolowania innych ludzi i dążenie do perfekcji, jest źródłem komicznych sytuacji.
W Polsce serial emitują bądź emitowały m.in.: TVP2 (premiera polska), TVP3, TV Puls, Puls 2, Zoom TV, Comedy Central Family, Polsat Comedy Central Extra, Nowa TV, Polsat Seriale, BBC First.

## Produkcja
Serial był produkowany w latach 1990–1995 dla brytyjskiej stacji telewizyjnej BBC One. Łącznie wyprodukowano 40 półgodzinnych odcinków podzielonych na pięć serii, do czego należy dodać jeszcze cztery odcinki specjalne oraz dwa wyemitowane już po zakończeniu produkcji serialu: The best of (w Polsce podzielony na dwie części) i Wspomnienia Hiacynty (w Polsce wyemitowany w trzech częściach).
Zdjęcia plenerowe zrealizowano głównie w Binley Woods, Coventry, Northampton i w innych miejscowościach hrabstwa Warwickshire.
2 września 2016 brytyjska publiczna telewizja BBC One nadała jednoodcinkowy epizod pt. Young Hyacinth (pol. Młoda Hiacynta), który opowiada o losach dorastającej Hyacinthy Bucket. W rolę młodej Hiacynty wcieliła się Kerry Howard. Autorem scenariusza jest Roy Clarke, który napisał go także do wszystkich serii Co ludzie powiedzą?.

## Obsada

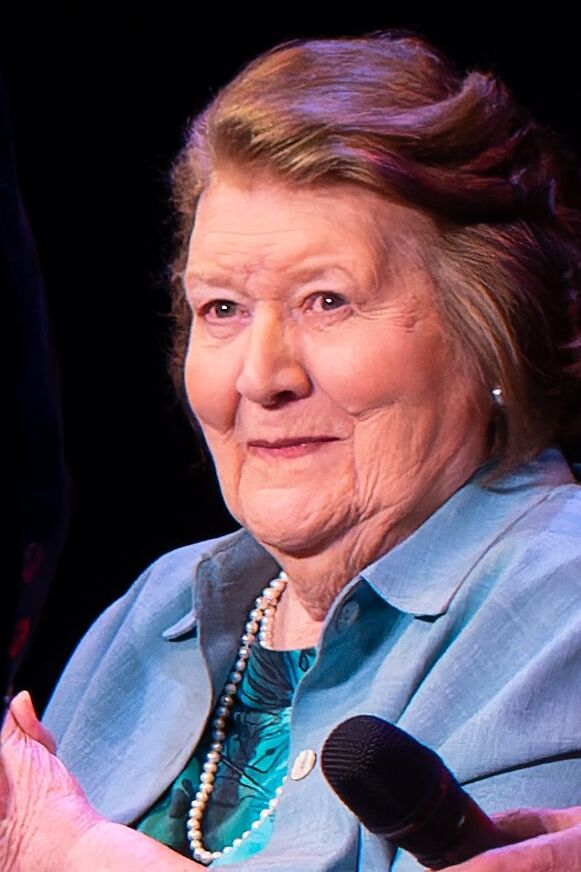
Patricia Routledge

- Patricia Routledge – Hiacynta Bucket
- Clive Swift – Ryszard Bucket, mąż Hiacynty
- Judy Cornwell – Stokrotka, siostra Hiacynty
- Geoffrey Hughes – Powolniak, szwagier Hiacynty i mąż Stokrotki
- Shirley Stelfox – Róża, siostra Hiacynty (pierwsza seria)
- Mary Millar – Róża, siostra Hiacynty (serie 2–5)
- Anna Dawson – Wioletta Paddock, siostra Hiacynty
- John Evitts – Bruce Paddock, szwagier Hiacynty i mąż Wioletty
- George Webb – Tatuś, ojciec Hiacynty, Stokrotki, Róży i Wioletty
- Josephine Tewson – Elżbieta Warden, sąsiadka Hiacynty i siostra Emmeta
- David Griffin – Emmet, sąsiad Hiacynty
- Jeremy Gittins – wikary Michael
- Marion Barron – żona wikarego
- David Janson – listonosz Michael (od serii 3)
- Robert Rawles – mleczarz
- Peter Cellier – Major (serie 1-2)
- Charmian May – Radna Nugent (serie 1-3)

## Bohaterowie

### Pierwszoplanowi
- Hiacynta Bukiet (w oryginale Hyacinth Bucket) – osoba, wokół której toczy się akcja serialu. Nie żyje dla siebie, lecz na pokaz, dla innych ludzi. Wszelkie jej wysiłki koncentrują się na sprawianiu odpowiedniego wrażenia, czyli arystokratycznego pochodzenia (w języku angielskim uwidacznia się to poprzez przesadne i nienaturalne używanie cech akcentu wyższych sfer), wyrafinowanego gustu, obycia i zażyłości z ważnymi ludźmi. Robi to jednak dość nieudolnie. Wydaje się nie dostrzegać, jakie wrażenie jej zachowanie w rzeczywistości sprawia na innych ludziach. W osiąganiu swoich celów nie zwraca uwagi na uczucia czy przekonania innych. Zawsze znajduje jakąś odpowiedź na ewentualne protesty, zmuszając innych, aby robili to, czego ona oczekuje. Widzowie mają odnieść wrażenie, że w swoim umyśle Hiacynta uznaje się za wzór cnót wszelakich, wspaniałą gospodynię z wyższych sfer, z doskonałymi manierami i koneksjami. Pod odpychającą skorupą – kobieta o złotym sercu, chcąca wszystkim przychylić nieba.
- Ryszard Bukiet (w oryginale Richard Bucket) – mąż Hiacynty, całkowicie podporządkowany żonie pantoflarz. Podśmiewa się z jej gaf, ale nigdy jawnie. Gdy jest już bardzo źle, ucieka do łazienki – tylko tam ma trochę spokoju i może wreszcie poczytać.
- Stokrotka (w oryginale Daisy), w zależności od wersji tłumaczenia, w Polsce jako Dalia lub Stokrotka w wersji TVP, w wersji TV Puls jako Dorotka) – niechlujna, wyluzowana siostra Hiacynty, stale zakochana w swoim równie niechlujnym małżonku. Wielokrotnie próbuje skłonić go do okazania zainteresowania intymną sferą ich związku, co jednak nie spotyka się z jego zrozumieniem. Podobnie jak mąż, nie ma żadnych kompleksów związanych ze swoją niską klasą społeczną.
- Powolniak (w oryginale Onslow), w niektórych wersjach serialu emitowanych w Polsce, m.in. w wersji TVP nazywany Powolniak, w wersji TV Puls nazywany Gnuśniakiem, w innych zachowano oryginalne imię) – to emeryt, wyluzowany obibok, najczęściej widywany przed telewizorem z piwem w dłoni. Mimo niechlujnego wyglądu nie jest ignorantem, często to on wypowiada zabawne puenty lub najmądrzejsze komentarze. Wydaje się, iż jest po prostu leniem, który świadomie wybrał styl życia. Gdy jest filmowany razem ze Stokrotką w małżeńskim łożu, ona najczęściej czyta romanse (tzw. Harlequiny), a on specjalistyczne książki z zakresu nauk ścisłych i filozofii. Mają dorosłą córkę i wnuczkę.
- Róża (w oryginale Rose) – nieco podstarzała, niezamężna kobieta, siostra Hiacynty, Stokrotki i Wioletty, zaprzątająca sobie głowę głównie własnym życiem intymnym i kolejnymi mężczyznami (m.in. wikarym i Emmetem). Prawdopodobnie była już mężatką. W odcinku pt. Już zawsze razem (w oryginale: Early Retirement) zastanawia się, czy powinna ponownie wyjść za mąż. Ubierająca się dosyć frywolnie, Róża jest postrachem dla Hiacynty, która nie chce, by widziano ją w towarzystwie seksualnie wyzwolonej siostry („nie jest to osoba, którą spotkałaby pani na jednej z moich kolacji przy świecach”). W jednym z odcinków romansowała z polskim imigrantem o przezwisku „Lizuś”.
- Wioletta (w oryginale Violet), w zależności od wersji tłumaczenia: Lilia lub Wioletta w wersji TVP) – kolejna z sióstr, której materialne bogactwa często przywołuje Hiacynta, chcąc wywołać wrażenie na swoich rozmówcach, jest głównie pokazywana w scenach kłótni ze swoim mężem, Bruce’em, angażującym się w przeróżne erotyczne eskapady, seksualne fantazje i dewiacje.

### Drugoplanowi
- Tatuś (w oryginale Daddy) – ojciec Hiacynty, Stokrotki, Róży, Wioletty, cierpiący na demencję starczą i nie rozumiejący tego, co się dzieje. Swoim ekscentrycznym i niekonwencjonalnym zachowaniem inicjuje wiele serialowych przygód. Sądzi, że nadal trwa II wojna światowa.
- Elżbieta (w oryginale Elisabeth) – sąsiadka i bliska znajoma Hiacynty. W jej towarzystwie kompletnie pasywna i podporządkowana – choć dystansuje się i drwi z Hiacynty, gdy tej nie ma w pobliżu. Panicznie boi się, że podczas codziennych wizyt u Hiacynty „na kawkę”, na które sąsiadka wciąż ją zaprasza, stłucze porcelanową filiżankę (uważaną przez Hiacyntę za cenną). Ma męża, pracującego za granicą i dorosłą córkę Gail, żyjącą ze swoim chłopakiem Haroldem „na kocią łapę”.
- Emmet – brat Elżbiety, zamieszkał w jej domu po rozwodzie. Za wszelką cenę pragnie uniknąć towarzystwa Hiacynty. Kpi z niej dość odważnie, lecz nigdy w jej towarzystwie. Solidaryzuje się z udręką Ryszarda. Jest obiektem erotycznego zainteresowania Róży.
- Wikary (w oryginale Vicar) – często pojawiający się w serialu, jedna z osób nie potrafiących stawić czoła ekspansywnemu sposobowi bycia Hiacynty. Uważany przez Hiacyntę za jedną z osób z wyższych sfer i z tego tytułu zapraszany na „kolacje przy świecach”, będące synonimem wyrafinowania w przekonaniu głównej bohaterki. Tak jak Emmet, jest obiektem erotycznego zainteresowania Róży.
- Żona wikarego (w oryginale Vicar's wife) – stateczna młoda dama z irlandzkim akcentem, niebywale zazdrosna o przystojnego małżonka.
- Sheridan – syn Ryszarda i Hiacynty. Nie pojawia się nigdy w serialu we własnej osobie – wyłącznie w rozmowach bohaterów lub jako osoba, z którą Hiacynta rozmawia przez telefon. Najczęściej, gdy prosi matkę o pieniądze. Jest studentem, homoseksualistą, przyjaźni się z Tarkinem. Nie dostrzega tego Hiacynta, zafascynowana opowieściami syna o haftach itp. Pozostałe osoby, będące świadkami tych rozmów, wymieniają porozumiewawcze spojrzenia. Sheridan często chce wyjechać za granicę, np. do Rumunii, na Grenlandię.
- Listonosz – ma na imię Michael („you can do it, Michael!”) i ma siedmioro dzieci. Boi się Hiacynty i za wszelką cenę chce uniknąć spotkania z nią.
- Mleczarz – pojawia się rzadko, boi się Hiacynty. Ma przynajmniej jednego syna.
- Pies Powolniaka – suczka, która mieszka w starym samochodzie przed rodzinnym domem Hiacynty. Szczeka tylko na Hiacyntę.

## Stałe gagi
Nazwisko Bucket głównej bohaterki oznacza ono „wiadro, kubeł”, a wymawia się zgodnie z pisownią /ˈbʌkɪt/, co konsekwentnie czyni większość postaci. Hiacynta jednak upiera się, że należy je wymawiać jak Bouquet /bəʊˈkɛɪ/, co oznacza „bukiet”, powołując się na rzekomo francuskie pochodzenie męża Ryszarda. Imiona czterech sióstr, w tym głównej bohaterki noszą nazwy kwiatów: Hyacinth (hiacynt), Daisy (stokrotka), Rose (róża) i Violet (fiołek). Smaczku dodaje panieńskie nazwisko sióstr: Paddock (dosł. padok), które nosi Violet.
- Hiacynta odbierając telefon, donośnym głosem mówi: „Rezydencja Państwa Bukietów, przy telefonie pani domu” a następnie: Ach, to ty… – w oryginale: „The Bouquet residence. The lady of the house speaking.” potem, „Oh, it’s you...”.
- Hiacynta odbierając telefon od siostry Wioletty, krzyczy z przedpokoju do przebywającego w domu gościa: Ach! To moja siostra Wioletta! Ta, która ma w domu saunę, mercedesa i stajnię dla kucyka.
- Hiacynta zawsze zaprasza Elżbietę na przedpołudniową herbatę i pozwala jej „siąść, gdzie będzie jej wygodnie”, ale gdy Elżbieta zamierza już usiąść, napominana jest słowami Hiacynty: „Nie, nie tam, lubię siedzieć twarzą do okna”.
- Gdy Ryszard prowadzi auto, Hiacynta mówi (w zależności od sytuacji): Ryszardzie, uważaj na ciężarówkę / samochód / pieszego / rowerzystę / psa / słup. Wszystkie te obiekty znajdują się na tyle daleko, że nie stanowią zagrożenia w czasie ruchu, ale Hiacynta zdaje się tego nie zauważać. Natomiast Ryszard za każdym razem (często zestresowany) musi odpowiadać: „Gdzie?! Przecież stoi na parkingu / jest daleko / idzie chodnikiem / jedzie po drugiej stronie ulicy / biega za ogrodzeniem / stoi po drugiej stronie drogi!” Hiacynta odpowiada na to, nie widząc absurdalności sytuacji, coś w rodzaju: „Wtedy są najniebezpieczniejsze”, czym ostatecznie konfunduje męża.
- Elżbieta w prawie każdym odcinku zapraszana jest przez Hiacyntę na kawę, której nigdy nie udaje jej się spokojnie wypić – rozlewa ją ze zdenerwowania.
- Za każdym razem, gdy do Hiacynty ktoś przychodzi, ona każe mu zdjąć buty i zostawić je przed drzwiami, nawet jeśli jest to wikary lub inna ważna osoba.
- Emmet jest muzykiem i zdarza mu się przygotowywać przedstawienia z udziałem amatorów. Z tego powodu Hiacynta, kiedy tylko go widzi, śpiewa. Emmet często z trwogą mówi, że jak spotka Hiacyntę, to ona znowu zacznie „śpiewać na niego”.
- Na podjeździe domu, w którym mieszkają Stokrotka, Powolniak i Róża, stoi stary, nieużywany samochód, w którym mieszka pies. Pies ten szczeka na Hiacyntę, ilekroć przechodzi ona obok samochodu, nie reaguje natomiast na nikogo innego (poza radną Nugent w odcinku Narzeczona Tatusia i młodym chłopakiem w odcinku Jak wzbudzić zazdrość).
- Powolniak włącza i wyłącza telewizor, uderzając w niego ręką. W odcinku Licytacja Stokrotka na prośbę Powolniaka zmienia kanał kombinacją uderzeń.

## Wprowadzenie
Hiacynta Bucket (Patricia Routledge) – przedstawia się jako Bouquet, aby znobilitować swą godność, jednak większość bohaterów nazywa ją Bucket, jak faktycznie się nazywa, co wywołuje frustrację u kobiety. Bohaterka jest typem człowieka o bardzo snobistycznej postawie. Hiacynta pochodzi z ubogiej klasy robotniczej. Głównym zadaniem postaci jest zaimponowanie innym i bycie postrzeganą jako osoba szlachetnie urodzona. Hiacynta lubi przede wszystkim spędzać dzień na zwiedzaniu wielkomiejskich pałaców zamożnej arystokracji (przekonana, że spotka tam właścicieli owych rezydencji, z którymi się zaprzyjaźni). Często organizuje kolacje przy świecach, na których głównym bohaterem wieczoru jest jej porcelana podwójnie glazurowana Avignon i Royal Doulton „z ręcznie malowanymi barwinkami”. Lubi ostentacyjnie przechwalać się swoim „majątkiem” podczas spotkań ze znajomymi.
Hiacynta pragnie być znana w całej okolicy i faktycznie tak jest. Ludzie boją się jej do tego stopnia, że uciekają, kiedy się pojawia. Ten, który cierpi najbardziej, to oczywiście jej mąż Ryszard (Clive Swift). Początkowo pracował jako księgowy w ratuszu, ale na początku trzeciej serii niechętnie zgadza się na wcześniejszą emeryturę. Ryszard jest typem człowieka trochę bojaźliwego, który boi się przeciwstawić żonie w jakiejkolwiek kwestii. W serialu jest mowa również o synu Ryszarda i Hiacynty – Sheridanie, który jest jak mówi matka, jej największym oparciem. Syn często dzwoni do matki, ale powodem są najczęściej kończące się pieniądze, które razem ze współlokatorem Tarkinem dość szybko wydają. Hiacynta regularnie rywalizuje o uwagę i względy sąsiadów oraz znajomych z Sonią Barker Finch, Delią Wheelwright i Lydią Hawksworth, których zachowanie uznaje za snobistyczne.
W serialu pojawia się również rodzina bohaterki. Stokrotka (Judy Cornwell) – młodsza, bardziej leniwa i niechlujna siostra, Róża (Mary Millar), która zmienia partnerów kilka razy w miesiącu, Powolniak (Geoffrey Hughes) – mąż Stokrotki, który uwielbia chodzić w podkoszulku i sączyć piwo, oglądając wyścigi konne. Hiacynta zawsze wynajduje powód, który uniemożliwia jej zabranie do domu swojego ukochanego tatusia. Ojciec jest zdziecinniałym staruszkiem, który co jakiś czas myśli, że wybuchła wojna i stoi na straży ojczyzny. Czasami powoduje, że wokół niego kręci się wiele kobiet, które próbują zaciągnąć go do ołtarza. Hiacynta nie wstydzi się jedynie swojej bogatej siostry Violetty (Anna Dawson) która wyszła za mąż za bogatego księgowego z wyścigów konnych Bruce’a (John Evitts). Kobieta chwali się bogatą siostrą nawet podczas rozmowy telefonicznej, ponieważ mówi, że dzwoni do niej „Jej siostra Violetta, która ma mercedesa, basen, saunę i stajnię dla kucyka”. Jednak akceptowalność społeczna Violetty jest mała przez ekscentrycznie zachowującego się męża, który lubi przebierać się w jej stroje.
Sąsiedzi bohaterki, tj. Elizabeth, zdr. Liz, (Josephine Tewson) i Emmet (David Griffin) często podlegają dyktaturze sąsiadki, która zmusza ich do uczestniczenia w kolacjach przy świecach oraz spotkaniach na kawie o ustalonej porze. Zazwyczaj spokojna i opanowana Liz w momencie spotkania z Hiacyntą staje się roztrzęsiona. Wielokrotnie rozlewa ona kawę na dywan i tłucze filiżanki. Główna bohaterka uważa, że sąsiadka jest bardzo niezdarna. Natomiast brat Liz jest muzykiem, który boi się wproszenia Hiacynty na któryś z jego występów. Ona natomiast stara się dostać rolę w jednej z jego produkcji. Uważa również, że mężczyzna jest w niej zakochany, co jest bardzo dalekie od prawdy.
Oprócz sąsiadów i męża dręczeni są również przechodnie, którzy muszą wysłuchiwać jej przechwałek, listonosz, mleczarz, gazeciarz, wikary (Jeremy Gittins) i jego żona (Marion Barron). Jedynym adoratorem bohaterki jest major, który nazywa ją gubernatorową albo figlarką. Kobieta stroni od zalotów mężczyzny, a znajomość z nim podtrzymuje jedynie ze względu na jego pozycję społeczną.
Hiacynta Bukiet jest niewątpliwie jedną z barwniejszych postaci. Jej tupet, egoizm i narcyzm stanowią źródło komizmu. W każdym odcinku pojawiają się nowe wątki, w których główną rolę odgrywa oczywiście bohaterka serialu. Mimo licznych niepowodzeń nie traci szyku i stylu oraz nadal uważa się za osobę z najlepszym gustem w okolicy, o wyrafinowanym smaku i nazywa się królową dobrych manier.
W 2016 roku został stworzony jednoodcinkowy epizod noszący tytuł Young Hyacinth (pol. Młoda Hiacynta). dzięki któremu widzowie poznali więcej wydarzeń z życia Hiacynty Bucket. Wraz ze swoimi siostrami wychowała się ona w ubogiej brytyjskiej rodzinie. Mieszkał z nimi ich tatuś, który pracował jako sprzedawca artykułów gospodarczych. Niestety borykał się on także z chorobą alkoholową, której nabawił się po tym jak jego żona odeszła z kochankiem. Po rozstaniu z ukochaną próbował wielokrotnie stworzyć nowy związek, ale wszelkie próby nie powiodły się. Kończyło się to tylko na przelotnych romansach. Hiacynta jako najstarsza z czworga rodzeństwa w wieku 19 lat podjęła pracę służącej w domu byłego pilota Royal Air Force, aby pomóc w utrzymaniu rodziny. To właśnie na służbie zapragnęła wyrwać się z biedy. Odcinek ten był wielokrotnie emitowany w Polsce na antenie Zoom TV.

## Spis odcinków
| Nr                            | Nr | Rok produkcji           | Polski tytuł             | Angielski tytuł                            | Opis odcinka |
| ----------------------------- | -- | ----------------------- | ------------------------ | ------------------------------------------ | --- |
| Seria pierwsza (jesień 1990)  |    |                         |                          |                                            | |
| 1                             | 1  | 29.10.1990              | Wypadek Tatusia          | Daddy’s Accident                           | Tatuś Hiacynty ma wypadek – gonił za mleczarką i jadąc nago, po pijanemu na rowerze wpadł do kanału. Hiacynta po wizycie w szpitalu zaczyna przygotowywać swoją kolację przy świecach. Major proponuje jej podarowanie kwiatków ze swojej oranżerii. |
| 2                             | 2  | 5.11.1990               | Nowy wikary              | The New Vicar                              | Hiacynta zaprasza nowego wikarego z żoną na podwieczorek. Tymczasem Róża postanawia popełnić samobójstwo z powodu kolejnego chłopaka. Pragnie być pochowana w sukni ślubnej mamy, na co Hiacynta nie wyraża zgody. Róża za wszelką cenę chce zobaczyć się z nowym wikarym, więc odwiedza Hiacyntę. Tymczasem tatuś Hiacynty ucieka za Cyganką, która wróżyła Róży.                          |
| 3                             | 3  | 12.11.1990              | Wypad za miasto          | Stately Home                               | Hiacynta postanawia wyjechać za miasto, do pewnej lordowskiej posiadłości, lecz wcześniej odwiedza tatusia. W tym czasie Róża ma problem z żoną swego narzeczonego. |
| 4                             | 4  | 19.11.1990              | Narzeczona tatusia       | The Charity Shop                           | Elżbieta podwozi Hiacyntę do Stokrotki i Powolniaka. W drodze Hiacynta uświadamia sobie, że sąsiadka zobaczy, gdzie mieszka jej siostra. Po okłamaniu Elżbiety i dostaniu się do domu siostry, Hiacynta dowiaduje się, że tatuś chce się ożenić, a jego narzeczona oblega dom Stokrotki. Hiacynta musi pojechać po jej syna, który, jak się okazuje, nie ma nic przeciwko małżeństwu matki. |
| 5                             | 5  | 26.11.1990              | Jak wzbudzić zazdrość    | Daisy’s Toyboy                             | Hiacynta przygotowuje w kościele przyjęcie dla prelegenta, który ma odwiedzić parafię. Tymczasem Stokrotka zakochuje się w siedemnastoletnim chłopaku, na co Powolniak nie zwraca uwagi nawet wtedy, gdy chłopiec odwiedza go. Stokrotka zastanawia się jak wzbudzić zazdrość męża. Postanawia, że zawiezie Powolniaka na plebanię, gdzie porozmawiałby z Ryszardem.                        |
| 6                             | 6  | 3.12.1990               | Chrzciny                 | The Christening                            | W kościele odbywają się chrzciny Kylie – wnuczki Stokrotki i Powolniaka. Niestety, Stefanii, ich córce a matce dziecka, po drodze psuje się samochód. Hiacynta i Ryszard wyruszają na poszukiwania. Okazuje się, że samochód to hipisowska ciężarówka, a ojciec Kylie jest nieustalony (dwaj mężczyźni, którzy są potencjalnymi ojcami dziewczynki, nie mogą się na ten temat dogadać).     |
| Seria druga (jesień 1991)     |    |                         |                          |                                            | |
| 7                             | 1  | 1.09.1991               | Moralność Elżbiety       | A Strange Man                              | Hiacynta zauważa przed domem Elżbiety mężczyznę w ręczniku, który na pewno nie jest jej mężem. Wysyła więc Ryszarda na przeszpiegi. Okazuje się, że mężczyzna ma na imię Emmet, jest muzykiem i bratem Elżbiety, który wprowadził się do niej po rozwodzie. |
| 8                             | 2  | 8.09.1991               | Lekcja dobrych manier    | Driving Mrs. Fortescue                     | Ryszard ma podwieźć koleżankę Hiacynty. Przed drogą żona udziela mu lekcji dobrych manier. |
| 9                             | 3  | 15.09.1991              | Kolacja przy świecach    | The Candlelight Supper                     | Hiacynta urządza kolejną kolację przy świecach. Prowadzi to do wielu zabawnych sytuacji. |
| 10                            | 4  | 22.09.1991              | Zakochany Major          | Hyacinth Tees Off                          | Hiacynta i Ryszard zamierzają spędzić weekend w hotelu. Przy okazji umówili się z majorem na partyjkę golfa. |
| 11                            | 5  | 29.09.1991              | Kłopoty z rodzinką       | Problems with Relatives                    | Stokrotka i Powolniak znów gubią tatusia. Cała rodzina włącza się w poszukiwania. |
| 12                            | 6  | 6.10.1991               | Urodziny Powolniaka      | Onslow’s Birthday                          | Powolniak obchodzi urodziny. Gdy Hiacynta dowiaduje się, że po nią i Ryszarda ma przyjechać nowy chłopak Róży, który jest bogatym Grekiem i podobno ma piękną limuzynę, postanawia kupić szwagrowi drogie spinki do mankietów. Przed przyjęciem postanawia zorganizować koktajl. |
| 13                            | 7  | 13.10.1991              | Koncert w kościele       | Singing for Emmet                          | Emmet ma zagrać dla starszych parafian koncert w kościele. Hiacynta postanawia zaśpiewać w takt muzyki sąsiada. Podczas próby, kobieta doprowadza go swoim zachowaniem i marudzeniem do szału. |
| 14                            | 8  | 20.10.1991              | Zabawki tatusia          | The Toy Store                              | Tatuś znów znika. Okazuje się, że jest w sklepie z zabawkami, gdzie chciał ukraść kilka rzeczy. Hiacynta każe Ryszardowi zapłacić za zabawki oraz szkody wyrządzone przez tatusia. Tymczasem Violetta musi znaleźć sposób, by ściągnąć męża z drzewa, na które wszedł, bo żona nie chciała mu dać swoich sukienek.                                                                          |
| 15                            | 9  | 27.10.1991              | Komplet wypoczynkowy     | Three Piece Suite                          | Hiacynta postanawia kupić do salonu nowy komplet wypoczynkowy i oczekuje na furgon z logo królewskiego dostawcy, którym chce pochwalić się przed sąsiadami, a zwłaszcza panią Barker-Finch. Postanawia też oddać Stokrotce swój stary komplet. |
| 16                            | 10 | 3.11.1991               | Piknik                   | Picnic for Daddy                           | Hiacynta postanawia zabrać tatusia na piknik. W chwili nieuwagi tatuś kradnie auto Ryszarda. Hiacynta, Ryszard, Stokrotka, Powolniak i Róża wyruszają w pościg. |
| Odcinek specjalny (zima 1991) |    |                         |                          |                                            | |
| 17                            | 11 | 25.12.1991              | Kochany Święty Mikołaj   | Father Christmas Suit                      | Hiacynta postanawia, że Ryszard jako Święty Mikołaj rozda biednym prezenty. Tymczasem jej mąż się upija, i jego miejsce zajmuje Elżbieta. |
| Seria trzecia (jesień 1992)   |    |                         |                          |                                            | |
| 18                            | 1  | 6.09.1992               | Już zawsze razem         | Early Retirement                           | Ryszard dowiaduje się, że może dostać wcześniejszą emeryturę. Wywołuje to u niego depresję. |
| 19                            | 2  | 13.09.1992              | Wycieczka krajoznawcza   | Iron Age Remains                           | Hiacynta postanawia, że wraz z mężem pojadą na wycieczkę krajoznawczą, żeby szukać pozostałości z epoki żelaza. |
| 20                            | 3  | 20.091992               | Grill                    | Violet’s Country Cottage                   | Hiacynta i Ryszard wyjeżdżają do domku letniskowego Violetty, gdzie organizują grilla. |
| 21                            | 4  | 27.09.1992              | Kto jest snobem?         | How to Go on Holiday without Really Trying | Hiacynta postanawia pokazać wszystkim drogie oferty wakacyjne. Folder z nimi zabiera nawet do kościoła, gdzie ma sprzątać ze swoim kołem gospodyń. Nagle pod kościołem pojawia się skąpo ubrana Róża, która chce poderwać wikarego. |
| 22                            | 5  | 4.10.1992               | Hobby Ryszarda           | Richard’s New Hobby                        | Ryszard zaczyna używać kamerę, którą dostał w prezencie z okazji przejścia na emeryturę. Hiacynta każe mężowi nagrać film z ukrycia. Ryszarda pod zarzutem szpiegostwa zatrzymuje policja. Ryszard chcąc udowodnić swą niewinność prosi, by zawieźć go do domu, gdzie Hiacynta udowodni jego niewinność. Tymczasem pani Żakiet zaprasza do siebie Elżbietę i panią radcową Nudgent.         |
| 23                            | 6  | 11.10.1992              | Wernisaż                 | The Art Exhibition                         | Hiacynta i Ryszard wybierają się na wernisaż. W tym czasie tatuś znika z domu z powodu swojej narzeczonej. |
| 24                            | 7  | 18.10.1992              | Żeglarski podwieczorek   | What to Wear When Yachting                 | Hiacynta wynajmuje jacht i organizuje żeglarski podwieczorek. Zaprasza również Elżbietę i Emmeta. Tymczasem Róża znajduje bardzo religijnego narzeczonego. |
| Seria czwarta (jesień 1993)   |    |                         |                          |                                            | |
| 25                            | 1  | 5.09.1993               | Oferta pracy             | A Job for Richard                          | Hiacynta postanawia znaleźć dla Ryszarda zajęcie. W tym celu idą na partyjkę golfa, żeby zrobić wrażenie na potencjalnym szefie Ryszarda. |
| 26                            | 2  | 12.09.1993              | Wiejska posiadłość       | Rural Retreat                              | Hiacynta postanawia kupić dom za miastem. |
| 27                            | 3  | 19.09.1993              | Ogrodowe przyjęcie       | A Celebrity for the Barbecue               | Hiacynta chce urządzić ogrodowe przyjęcie we wnętrzach bez sztućców, na które ma przyjść C.P. Benedict – król centrum ogrodniczego i znajomy Ryszarda. |
| 28                            | 4  | 26.09.1993              | Komandor                 | The Commodore                              | Koło gospodyń ma odwiedzić żeglarz-samotnik, emerytowany oficer Marynarki Wojennej. Hiacynta postanawia pojechać po niego na dworzec. |
| 29                            | 5  | 3.10.1993               | Kosztowna nieruchomość   | Looking for Property                       | Hiacynta nadal szuka domku na wsi. Tymczasem jej tatuś został zatrzymany, gdy grał na trąbce koło ratusza i nie chciał wpuścić sekretarki burmistrza. Hiacynta każe Ryszardowi odwieźć go do domu. |
| 30                            | 6  | 10.10.1993              | Dom na przedmieściu      | Please Mind Your Head                      | Po zakupieniu domku na wsi Hiacynta postanawia korzystać z uroków wiejskiego życia. Zaprasza Elżbietę i Emmeta oraz innych gości na wieś. |
| 31                            | 7  | 17.10.1993              | Awaria                   | Let There Be Light                         | Na plebanii organizowany jest kiermasz. Hiacynta zgłasza Ryszarda na ochotnika do naprawy elektryczności. |
| Odcinki specjalne (1993–1994) |    |                         |                          |                                            | |
| 32                            | 8  | 26.12.1993              | Rejs                     | Sea Fever                                  | Hiacynta i Ryszard płyną z przygodami w rejs na „QE2”. Stokrotka i Powolniak, którzy wygrali rejs na tym samym statku i to z wieloma atrakcjami, również pojawiają się na statku. Hiacynta myśli, że jej siostra i szwagier są pasażerami na gapę. |
| 33                            | 9  | 25.12.1994              | Choroba Ryszarda         | Angel Gabriel Blue                         | Ryszard choruje na infekcję grzybiczą, ale Hiacynta chcąc uniknąć skandalu wmawia sobie i mężowi, że to nie jest grzybica, tylko choroba wyższych sfer – podagra. Tymczasem Hiacynta postanawia umeblować swoją kuchnię blatami w kolorze anielskiego błękitu. |
| Seria piąta (jesień 1995)     |    |                         |                          |                                            | |
| 34                            | 1  | 03.09.1995              | Nad morzem               | The Old Folks Outing                       | Hiacynta postanawia towarzyszyć starszym parafianom podczas wycieczki nad morze, na której jeden z wycieczkowiczów zakochuje się w niej. |
| 35                            | 2  | 10.09.1995              | Bal kostiumowy           | The Mayor’s Fancy Dress Ball               | Hiacynta i Ryszard szykują się na bal kostiumowy u burmistrza. Tymczasem Róża zaręcza się z Polakiem i próbuje nauczyć się wymawiać swoje przyszłe nazwisko. |
| 36                            | 3  | 17.09.1995              | Rocznica ślubu           | Hyacinth is Alarmed                        | Hiacynta i Ryszard obchodzą rocznicę ślubu. Mąż o niej zapomniał, i postanowił szybko założyć w domu alarm. Intryga udaje się i przedstawiciel firmy przyjeżdża do ich domu, ale Hiacynta zamęcza go tym, jaki kolor ma mieć jej alarm. |
| 37                            | 4  | 24.09.1995              | Piknik nad rzeką         | A Riverside Picnic                         | Hiacynta postanawia urządzić piknik nad rzeką. Zaprasza na niego znajomych. |
| 38                            | 5  | 1.10.1995               | Urodziny Ryszarda        | Skis                                       | Hiacynta kupuje Ryszardowi z okazji urodzin narty, które jej mąż ma wozić na dachu samochodu, bo zobaczyła to u swoich znajomych na aucie. |
| 39                            | 6  | 8.10.1995               | Licytacja                | The Country Estate Sale                    | Hiacynta i Ryszard otrzymują zaproszenie na licytację, która ma się odbyć w rezydencji lordowskiej. Pojawiają się tam również Elżbieta i Emmet. |
| 40                            | 7  | 15.10.1995              | Przedstawienie           | The Boy Friend                             | Hiacynta dowiaduje się, że Emmet reżyseruje sztukę z lat dwudziestych. Tymczasem tatuś znów myśli, że jest wojna i barykaduje się przed domem Stokrotki. Budzi powszechne zainteresowanie sąsiadów. |
| 41                            | 8  | 22.10.1995              | Przyjęcie u Violetty     | A Barbecue at Violet’s                     | Hiacynta postanawia urządzić u Violetty przyjęcie. Niestety siostra Hiacynty i jej mąż Bruce głośno się kłócą, ale że gości nie można zawieść, trzeba po prostu zagłuszyć kłótnię. |
| 42                            | 9  | 29.10.1995              | Rolls-Royce              | The Rolls Royce                            | Hiacynta postanawia kupić nowy samochód, żeby zrobić wrażenie na pani, która pokonała ją w konkursie na najpiękniejszą dekorację stołu. |
| 43                            | 10 | 5.11.1995               | Ogłoszenie               | The Hostess                                | Hiacynta umieszcza w gazecie ogłoszenie. Chce uczyć innych wydawania przyjęć. Cały czas czeka na telefon od kontrahenta. Wreszcie dostaje propozycję urządzenia przyjęcia dla 20 osób. Tymczasem tato wybiera się do klubu seniora. |
| Odcinki specjalne (1995,1997) |    |                         |                          |                                            | |
| 44                            | 11 | 25.12.1995              | Kościelne przedstawienie | The Pageant                                | Hiacynta reżyseruje w kościele sztukę historyczną, w której gra Królową Anglii. |
| 45                            | 12 | 1997 12.08.2009 (świat) | Wspomnienia Hiacynty     | The Memoirs of Hyacinth Bucket             | Hiacynta przez przypadek wysyła Stokrotce swój pamiętnik. |

## Polskie wersje językowe
Pierwsza polska wersja językowa serialu (m.in. wielokrotna emisja w TVP2, TVP3) została zrealizowana w ośrodku TVP Szczecin (z niej też skorzystał tygodnik TV Okey!, zob. niżej). Tekst przetłumaczyła i zredagowała Maria Okulicz, czytał Stanisław Heropolitański.
W tej wersji główna bohaterka nosi nazwisko Hiacynta Żakiet i nalega na użycie nazwiska Bukiet. Siostry noszą imiona: Hiacynta (Hyacinth), Stokrotka (Daisy), Róża (Rose) i Wioletta (Violet).
W latach 2016–2019 serial był emitowany w TV Puls i Puls 2, gdzie listy dialogowe serialu opracowane przez Zuzannę Naczyńską i Iwonę Morenc czytał Maciej Gudowski. Od 7 kwietnia 2019 sitcom w tej wersji jest nadawany w Zoom TV.
Od 4 marca 2019 roku serial emituje stacja Comedy Central Family, gdzie tekst polski opracowany przez Wiolettę Waglowską czyta Jan Czernielewski.
W Polsce w 2002 wydano całą serię na ośmiu płytach DVD nakładem wydawnictwa Best Film, gdzie dialogi opracowała Bogna Parcia, a lektorami zostali Krzysztof Grębski i Tomasz Orlicz. Do tej wersji przygotowano także napisy w języku polskim. W latach 2004–2005 ponownie ukazała się kolekcja wszystkich odcinków oraz filmów „Co ludzie powiedzą?”, którą można było nabyć wraz z tygodnikiem TV Okey!.